# De revolutionibus orbium coelestium
De revolutionibus orbium coelestium (tyska Von den Umdrehungen der Himmelskörper, polska O obrotach sfer niebieskich, engelska On the Revolutions of the Heavenly Spheres, "Om himlakropparnas kretslopp") är den första astronomiboken baserad på en heliocentrisk världsbild och utgör början på den moderna astronomin. Boken skrevs av Nicolaus Copernicus men publicerades först strax före dennes död 1543.

## Boken
De revolutionibus orbium coelestium är skriven på latin och i förordet tillägnad påve Paulus III där Copernicus skriver att hans teori bygger på matematik och inte fysik.
Boken omfattar sex delar.
- Liber Primus (Första boken)

Här presenteras teorin om den Heliocentriska världsbilden och Copernicus teori om kosmologin. Denna del består av 14 kapitel.
- Liber Secundus (Andra boken)

Här beskrivs principerna för sfärisk astronomi och en lista över stjärnor som bas för teorin. Denna del består av 14 kapitel.
- Liber Tertius (Tredje boken)

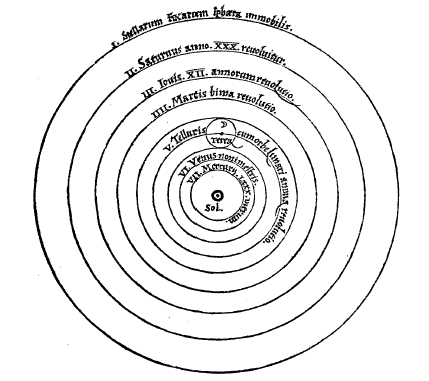
Solsystemet enligt Copernicus

Här beskrivs solen och dess rörelser. Denna del består av 26 kapitel.
- Liber Quartus (Fjärde boken)

Här beskrivs månen och dess rörelser runt jorden. Denna del består av 32 kapitel.
- Liber Quintus (Femte boken)

Här beskrivs några planeters rörelser. Denna del består av 36 kapitel.
- Liber Sextus (Sjätte boken)

Här förklaras och diskuteras fynden av observationerna. Denna del består av 9 kapitel.

## Historia
Den dåtida gällande bilden av universum med en geocentrisk världsbild hade framlagts redan under 100-talet av den grekiska astronomen Klaudios Ptolemaios i dennes skrift Almagest. Denna bild förespråkades även starkt av påven och den romersk-katolska kyrkan. Utvecklingen av bättre observationsutrustning möjliggjorde noggrannare observationer vilket medförde begynnande tvivel på denna vedertagna världsbild. Under sitt arbete med en nyöversättning av Almagest påpekade redan tyske astronomen Johannes Regiomontanus vissa svagheter i Ptolemaios teorier.
Copernicus började skissa på sin teori redan under sin tid i Frauenburg (nuvarande Frombork i norra Polen) flera år före bokens tryckning. Förutom sina egna observationer hade han bland annat även fått tillgång till Bernhard Walthers observationer av Merkurius från dennes student Johannes Schöner. Copernicus skrev ned sina anteckningar på anonyma manuskript som han kallade Commentariolus ("Små kommentarer") vilka han sedan lämnade till ett fåtal vänner då han inte vågade offentliggöra sina beräkningar och teorier. En teori om att jorden skulle gå runt solen istället för tvärtom var helt revolutionerande och helt i strid med den dåvarande uppfattningen om universum. Några av dessa anteckningar återfanns i Wien 1873 och Stockholm 1878.

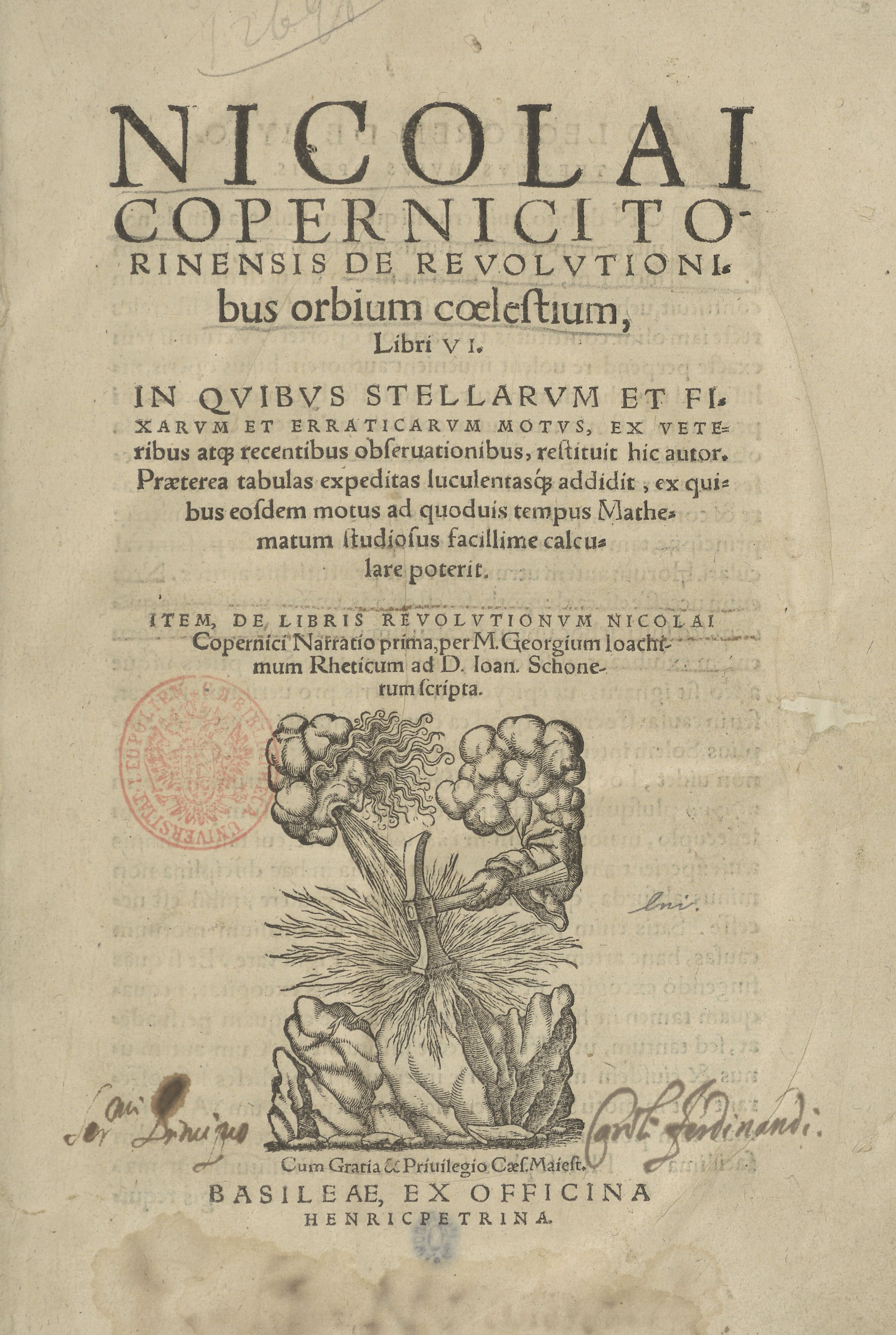
De revolutionibus orbium coelestium, andra utgåvan, 1566

1539 anlände den österrikiske matematikern och astronomen Georg Joachim Rheticus till Frauenburg för att studera under Copernicus. När Rheticus fick läsa Copernicus anteckningar skrev han en sammanfattning över teorin som sedan publicerades i Danzig (nuvarande Gdańsk) i skriften Narratio prima ("Första rapporten") 1540 och i Basel 1541.
Mottagandet av dessa publikationer blev inte så stormigt som Copernicus hade fruktat och efter fortsatt övertalning av Rheticus överlämnade Copernicus manuskriptet till sin vän biskopen av Kulm (nuvarande Chełmno) Tiedemann Giese. Giese vidarebefordrade skriften till Rheticus som kontaktade boktryckaren Johannes Petreius i Nürnberg. Först efter stöd av teologen och reformatorn Andreas Osiander kunde boken sedan tryckas. Den andra upplagan trycktes i Basel 1566 och den tredje upplagan utkom i Amsterdam 1617.
Till en början kom inga reaktioner från kyrkan vilket troligen berodde på ett förord skriven av Osiander där denne sa att modellen skulle ses som en matematisk modell. Först i och med Galileo Galileis arbeten och kraftiga stöd för Copernicus teori reagerade kyrkan. Den 5 mars 1616 förbjöds boken och sattes 1633 upp på Index librorum prohibitorum ("Förbjudna listan") där den fanns kvar till 1758.
1854 utkom en nyutgåva på polska i Warszawa med Copernicus ursprungliga förord och en femte upplaga trycktes 1873 i Toruń till minnet av 400-årsdagen av Copernicus födelse.
Originalmanuskriptet förvaras sedan 25 september 1956 vid Jagellonska universitetet i Kraków där Copernicus hade studerat.